# Vijayakanth
Vijayakanth (ur. 25 sierpnia 1952 w Maduraju, zm. 28 grudnia 2023 w Ćennaju) – indyjski aktor i polityk.

## Życiorys

### Pochodzenie
Urodził się w Maduraju, jako Narayanan Vijayaraj Alagarswamy. Należał do społeczności Naidu, wywodzącej się spoza Tamilnadu, z obszarów, na których językiem dominującym jest telugu. Rodzina Vijayaraja tym samym nie przynależała do żadnej z tradycyjnie dominujących w tamilskim życiu społecznym czy politycznym społeczności kastowych. Była przy tym relatywnie zamożna, posiadała młyn ryżowy. Swoim nietamilskim pochodzeniem paradoksalnie pomogła późniejszej karierze politycznej Vijayakantha. Tamilnadu bowiem od dekad rządzone jest przez postacie, które Tamilami stały się niejako wtórnie, poprzez dobrowolne przyjęcie tamilskiej tożsamości. Gwiazdor tym samym może być pod tym względem umieszczony obok takich osób jak pochodząca z Karnataki wielokrotna premier Jayalalitha, wywodzący się z Andhry Pradesh poeta, scenarzysta filmowy i szef rządu stanowego Karunanidhi, czy też wreszcie M.G. Ramachandran, urodzony na Sri Lance Keralczyk, ikona kina oraz człowiek, który zdominował tamilską politykę na przełomie lat 70. i 80. XX wieku.

### Młodość
Przyszły aktor i polityk wcześnie został osierocony przez rodziców. Wcześnie również zakończył formalną edukację, opuszczając szkołę po ukończeniu dziesiątej klasy.

### Formacja intelektualna
Vijayaraj szybko zaczął przejawiać zainteresowanie kinem. Uznawał się za wielbiciela produkcji ze wspomnianym już wyżej M.G. Ramachandranem (MGR). Miało to później znaczący wpływ tak na jego działalność społeczną jak i polityczną. Ramachandran bowiem, postać niezwykle wyrazista i charyzmatyczna, wykorzystał swoją ogromną popularność jako aktor do zdobycia władzy. Między 1977 a 1987 był premierem stanowym Tamilnadu. Aż do czasów współczesnych pozostaje jednym z najlepszych przykładów udanej kariery politycznej indyjskiego filmowca, szczególnie w kontekście południowoindyjskim. Wpływ Ramachandrana na Vijayakantha był głęboki i wielopoziomowy. Późniejsze zamiłowanie do działalności społecznej oraz charytatywnej widoczne u Vijayakantha wynika właśnie z inspirowania się Ramachandranem. MGR bowiem uznawał kinematografię za narzędzie do moralnego oddziaływania na swych fanów. Jego filmy w zasadzie zawsze niosły ze sobą starannie opracowany przekaz. Wzywały do wsparcia dyskryminowanych grup społecznych, piętnowały nierówności społeczne, a głównego bohatera stawiały w roli krystaliczne czystego obrońcy uciśnionych. Jednocześnie wszelako za rozwiązanie targających tamilskim społeczeństwem sprzeczności oraz wynikłych z nich problemów uznawano paternalistyczną, odznaczającą się silnym populizmem politykę. Moralizatorski wydźwięk tych produkcji był na tyle silny, iż pochodzące z nich teksty piosenek filmowych publikowano nierzadko w formie broszur jako przesłania moralne. Bywały one zresztą wykorzystywane w takim właśnie charakterze na lekcjach etyki w tamilskich szkołach. Schemat narracyjny wywiedziony z filmów z Ramachandranem przewijał się później wielokrotnie w działalności artystycznej Vijayakantha. Aktor uznawał się również w pewnym sensie za ideowego spadkobiercę Ramachandrana, i zwłaszcza po zaangażowaniu się w życie polityczne, nazywany był przez zwolenników karuppu MGR, czyli czarny MGR. 
Zainteresowanie kinematografią u Vijayakantha było wszelako znacznie głębsze i nie ograniczało się tylko do produkcji tamilskich. Nie można go również jednoznacznie związać jedynie z jego potencjalnymi aspiracjami politycznymi. Z dużym zainteresowaniem śledził też bowiem obrazy w języku malajalam. Znajdowały się wśród nich zarówno filmy ze znanym z realistycznej gry Sathyanem jak i z kojarzonym głównie z kinem akcji Jayanem.

### Działalność artystyczna

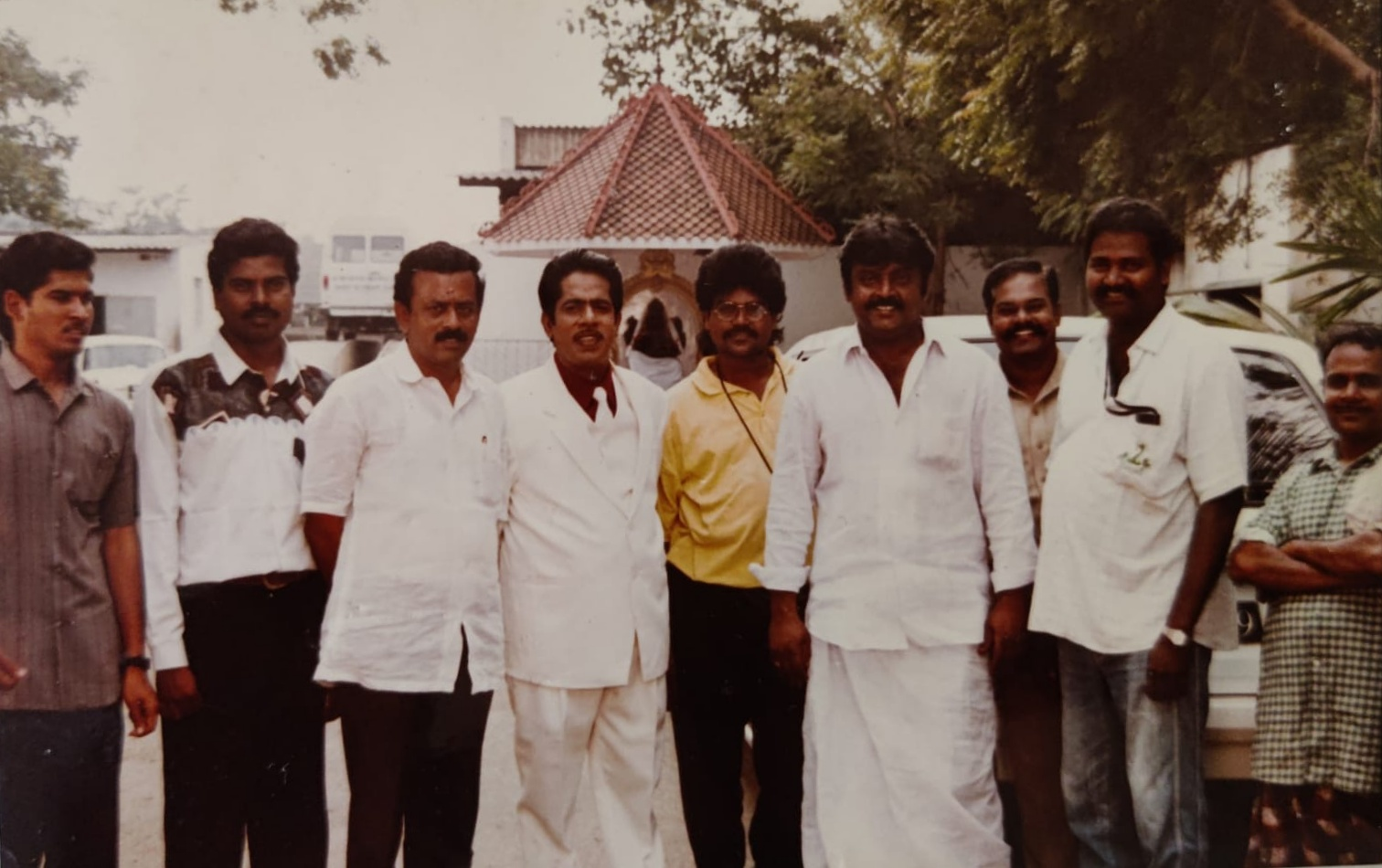
Vijayakanth wraz z jedną z ekip filmowych w początkach swojej artystycznej kariery

Wcześnie związał się z tamilskim przemysłem filmowym, przenosząc się, do będącej jego siedzibą, stanowej stolicy w 1976. Jako aktor zadebiutował w obrazie Inikkum Ilamai z 1979. Nie miał szczególnego wsparcia w środowisku filmowym, pierwsze produkcje z jego udziałem nie odbiły się zresztą szczególnym echem. Stopniowo umacniał swoją pozycję. Rozpoznawalność zyskał pod przyjętym pseudonimem, wybranym przez reżysera swego pierwszego filmu, M.A. Kaję. Filmowiec stojący za ukuciem samego pseudonimu inspirował się częściowo Rajinikanthem, innym aktorem, który swą karierę rozpoczynał w tym samym okresie.
Pierwszym sukcesem kasowym z udziałem Vijayakantha był Sattam Oru Iruttarai (1981) w reżyserii S.A. Chandrasakherana. Z twórcą tym współpracował następnie w filmach takich jak Nenjile Thunivirunthal, Needhi Pizhaithathu, czy wreszcie Pattanathu Rajakkal. Przełomowym momentem we wczesnej karierze Vijayakantha był Nooravathu Naal (1984) w reżyserii Manivannana. Utrzymał się on w kinach przez przeszło 200 dni, z młodego aktora natomiast uczynił gwiazdę porównywalną z Rajinikanthem czy Kamalem Hassanem. Lata 80. to okres szybkiego rozwoju jego działalności artystycznej. Role w Naane Raja Naane Mandhiri, Amman Kovil Kizhakale, Poondhthotta Kaaval Kaaran czy Cooliekkaran przyniosły mu uznanie, chociażby za ich realizm czy wartość komiczną. Ostatni ze wspomnianych obrazów przyniósł mu także rozpoznawalność jako puratchi kalaignar (rewolucyjny artysta). Podobne tytuły honorowe, podkreślające zalety i dokonania noszącej je osoby, mają długą tradycję w tamilskim życiu społecznym i politycznym.
Zwłaszcza we wczesnym okresie Vijayakanth ceniony był za wszechstronność jak również za swoją otwartość na kino eksperymentalne. W tamilskiej pamięci zbiorowej zapisała się zagrana przezeń postać starzejącego się policjanta z Oomai Vizhigal (1986) czy też bezdomnego z o dwa lata wcześniejszego Vaidhegi Kaathirunthaal. W latach 90. nastąpiła zauważalna zmiana w wizerunku scenicznym aktora. Zaczął wcielać się nade wszystko w role policjantów, poczynając od Chatriyan (1990). Captain Prabhakaran (1991), również z Vijayakanthem w roli policyjnej, nie tylko ugruntował jego pozycję jako gwiazdora filmowego, przyniósł mu też przydomek captain, który na trwale przylgnął do niego, stając się integralną częścią wizerunku publicznego aktora. Postać odegraną przez Vijayakantha w tym filmie porównuje się niekiedy do kapitana Iwana Danko z Czerwonej gorączki (1988) z Arnoldem Schwarzeneggerem w roli głównej.
Inne znaczące filmy policyjne z tamtego okresu z jego udziałem to Sethupathi IPS (1994), Maanagara Kaaval (1991), Rajadurai (1993), Thai Mozhi (1993), a także Honest Raj (1994). Nie porzucił przy tym występów w osadzonych w realiach wsi tamilskiej dramatach. Chinna Gounder (1992) w reżyserii R.V. Udhayakumara uznawany jest za pozycję klasyczną tamilskiej kinematografii. Inne tytuły odwołujące się do podobnej konwencji pojawiały się w filmografii Vijayakantha w XXI wieku, choćby Thavasi (2001), czy Chokka Thangam (2003). Wśród młodszych generacji tamilskich miłośników kina pamiętany jest nadto z Ramanaa (2002) w reżyserii A.R. Murugadossa. Jego ostatnim filmem był zasadniczo Virudhagiri (2010), choć pojawił się jeszcze w niewielkiej roli w Sagaptham (2015). Próby pracy przy obrazach późniejszych zostały zniweczone przez gwałtownie pogarszający się stan zdrowia artysty.
Filmografia Vijayakantha obejmuje łącznie przeszło 150 tytułów. Są to zasadniczo filmy wyłącznie w języku tamilskim. Część jego dorobku doczekała się wersji dubbingowanych w hindi oraz w telugu.

### Działalność społeczna
Wcześnie zaczął wyrażać zainteresowanie kwestiami społecznymi i politycznymi. Wpisał się tym samym w długi i głęboki, w zasadzie symbiotyczny związek tamilskiego kina ze stanowym życiem politycznym. Jego zaangażowanie w ten odcinek aktywności publicznej wykraczało poza granice Indii. Wielokrotnie wypowiadał się w obronie tamilskojęzycznej ludności Sri Lanki, zarówno tej autochtonicznej jak i mającej swe korzenie na subkontynencie indyjskim. W 1986 podjął strajk głodowy w jednym z budynków administracji publicznej w Ćennaj domagając się zaprzestania ataków na lankijskich Tamilów. Również w latach 80. wspierał finansowo uchodźców zbiegłych z pogrążonej w wojnie domowej Sri Lanki, roztaczając opiekę nad mieszkańcami obozów w Mandapam. Prabhakarana, twórcę i lidera LTTE uznawał za przywódcę, z którego Tamilowie mogą być dumni, i to mimo wielokrotnie podkreślanego własnego indyjskiego patriotyzmu.
Jednocześnie rozwinął szeroko zakrojoną działalność dobroczynną. Przykładał ogromną wagę do edukacji, pokrywając koszty wykształcenia osób najuboższych. Dbał również o wsparcie grup tradycyjnie dyskryminowanych, w tym kobiet oraz niepełnosprawnych. Również odwołując się do wzorców utrwalonych w tamilskim życiu publicznym przez Ramachandrana, zapewniał darmowe wyżywienie tym, których nie stać było na posiłek. Niekiedy jego darowizny nie miały bezpośredniego celu politycznego, wyrażały natomiast troskę o miejsca czy regiony, z którymi czuł się silnie emocjonalnie związany. W 2018, po tym gdy Keralę dotknęła największa od dekad powódź, przekazał 10 milionów rupii na rzecz wsparcia wysiłków koniecznych do odbudowy stanu.

### Działalność polityczna
Swoje formalne wejście do polityki zaplanował z dużą ostrożnością. Poprzez staranny dobór odgrywanych ról filmowych przedstawiał się jako dumny ze swojej regionalnej tożsamości Tamil, zbawca ubogich oraz obrońca dotkniętych przez niesprawiedliwość czy korupcję. Jednocześnie wpisywał się we wzmagające się tendencje nacjonalistyczne w szerszym społeczeństwie indyjskim, na ekranie przetwarzając indyjski patriotyzm poprzez dodanie do niego tamilskiej perspektywy. Tym samym odróżniał się od swoich związanych z tamilskim przemysłem rozrywkowym poprzedników politycznych, którzy swój wizerunek opierali na akcentowaniu swojej drawidyjskości, często zresztą w konfrontacji z indoeuropejską w większości północą Indii. Początkowo sympatyzował z Drawidyjską Federacją Postępu (DMK).
We wrześniu 2005 utworzył Desiya Murpokku Dravida Kazhagam (DMDK). Jako ugrupowanie lewicowe odwołuje się ono do dziedzictwa tak C.N. Annaduraia jak i E.V. Ramaswamiego. Do budowy struktur partyjnych, przynajmniej na początku, wykorzystał fankluby zrzeszające miłośników swego aktorstwa. Z czasem jednak działacze powiązani z filmowym aspektem kariery Vijayakantha zostali zmarginalizowani, natomiast ich miejsce zajęli zawodowi politycy.
W wyborach stanowych z 2006 partia wystawiła swoich kandydatów we wszystkich obsadzanych w głosowaniu powszechnym 232 okręgach. W wystąpieniach podczas kampanii wyborczej skupił się na kwestiach związanych z rynkiem pracy. Starał się zaangażować ludzi młodych, uderzając przy tym w dominujące w tamilskiej polityce DMK oraz AIADMK. Zdając sobie sprawę ze złożonej struktury kastowej elektoratu, swoje przesłanie skierował przede wszystkim do osób przynależnych do kategorii definiowanych w indyjskiej konstytucji jako Scheduled Castes. Było to przemyślane posunięcie. Pozwoliło mu bowiem jednocześnie przedstawić się jako reprezentant znacznej liczebnie grupy, stanowiącej w owym czasie około 25 procent wszystkich uprawnionych do głosowania Tamilów oraz niejako ominąć to, że sam nie miał związków z tradycyjnymi elitami współczesnego Tamilnadu.
Umiejętnie przedstawiał się jako obrońca najuboższych oraz rzecznik interesów tamilskich rolników. Dwukrotnie, w 2006 oraz 2011 dostawał się do Zgromadzenia Ustawodawczego Tamilnadu. Między 2011 a 2016 pełnił w nim funkcję lidera opozycji.
Trwająca kilkanaście lat kariera polityczna Vijayakantha była szeroko komentowana i analizowana. Wskazywano, że jako pierwszy gwiazdor filmowy od dekad był, przynajmniej przez pewien czas, rzeczywistym czynnikiem sprawczym w tamilskich strukturach władzy. Nie pomijano również i tego, iż przez pewien czas był, wraz ze swoim zapleczem politycznym, postrzegany jako wiarygodna alternatywa dla formacji od dekad dominujących w tamilskiej polityce, mianowicie DMK oraz AIADMK.

### Problemy zdrowotne, śmierć i pochówek
W ostatnich latach życia zmagał się z poważnymi problemami zdrowotnymi. Zmarł w Ćennaju w wieku 71 lat. W jego procesji pogrzebowej udział wzięło około miliona pięciuset tysięcy ludzi. Szczątki aktora złożone zostały w kompleksie w ćennajskim Koyambedu, mieszczącym również siedzibę założonej przezeń partii.

## Vijayakanth w indyjskiej kulturze
Vijayakanth oraz jego trwająca wiele dekad działalność publiczna znalazły odzwierciedlenie w indyjskiej kulturze, zwłaszcza zaś w kulturze tamilskiej. Podobnie jak wielu aktorów związanych z tamilskim przemysłem filmowym na przestrzeni swej kariery bywał uznawany przez swoich fanów za istotę boską. Deifikacja poszczególnych jednostek jest w kulturze tamilskiej zjawiskiem powszechnym, przy czym występuje szczególnie często wśród kast niższych. Oddanie, którym był darzony przez zwolenników przybierało niekiedy skrajne formy. W 2016 jeden z nich popełnił samobójstwo po tym jak kierowana przez artystę DMDK nie uzyskała żadnego mandatu w stanowym parlamencie.
Z drugiej strony, zwłaszcza pod koniec życia, aktor był obiektem częstych żartów oraz tematem publikowanych w przestrzeni internetowej memów. Pojawiały się one w różnych sieciach społecznościowych, w tym w serwisie Facebook. Treści tego typu były też rozsyłane za pośrednictwem cieszącego się w Indiach dużą popularnością WhatsAppa. Wątpliwej jakości układy taneczne z jego późnych filmów chętnie były parodiowane przez rozmaitych artystów kabaretowych. Obiektem kpin stały się też przerysowane oraz nadmiernie dramatyczne dialogi, chociażby te z filmu Narasimha (2001) czy sceny w nieudolny sposób odwołujące się do uczuć patriotycznych.

## Życie prywatne i rodzina
W 1990 poślubił Premalathę. Zaangażowała się ona czynnie w działalność DMDK, poczynając od kampanii wyborczej z 2006. Od 2018 była skarbnikiem partii. Na kilkanaście dni przed śmiercią męża przejęła od niego formalne kierownictwo partii.
Vijayakanth doczekał się dwóch synów, Vijaya Prabhakarana oraz Shanmugi Pandiana. Shanmuga również związał się z przemysłem filmowym, zadebiutował w obrazie Sagaptham. Prabhakaran z kolei został nazwany na cześć Velupillai Prabhakarana, przywódcy Tygrysów Wyzwolenia Tamilskiego Ilamu (LTTE).

## Nagrody i wyróżnienia
Za swoją działalność był wielokrotnie nagradzany i wyróżniany. W 2001 otrzymał nagrodę Kalaimamani, przyznawaną przez rząd stanowy osobom, które wniosły znaczny wkład w rozwój tamilskiej kultury. Pośmiertnie uhonorowany został Orderem Padma Bhushan przyznawanym przez indyjski rząd federalny (2024). W 2010 wyróżniono go doktoratem honorowym International Institute of Church Management (IICM) na Florydzie. W 1988 uhonorowany został nagrodą rządu stanowego za najlepszą rolę męską za film Senthoora Poove i nagrodą Cinema Express za najlepszą rolę charakterystyczną. W 1996 otrzymał stanową nagrodę specjalną za Thayagam.